# Nadija Bjelkina
Nadija Bjelkina (ukrainisch Надія Бєлкіна, ursprünglich russisch Надежда Белкина / Nadeschda Belkina, auch englisch Nadiia Bielkina; * 30. September 1990 in Swenigowo, ASSR der Mari, Russische SFSR, UdSSR) ist eine ukrainische Biathletin.

## Karriere
Nadija Bjelkina bestritt ihre ersten internationalen Rennen im IBU-Cup der Saison 2012/13. Im gleichen Winter nahm sie auch an den Europameisterschaften 2013 in Bansko teil. Mit einem achten Platz im Sprint erreichte sie ihre erste Top-10-Platzierung im IBU-Cup. In der folgenden Saison erreichte sie mit einem zehnten Platz im Sprint von Beitostølen ein weiteres Top-10-Ergebnis. Am Anfang der Saison 2014/15 wurde sie zum ersten Mal im Weltcup eingesetzt. Mit fehlerfreiem Schießen erreichte sie im Sprint auf Rang 29 in ihrem ersten Rennen bereits die Punkteränge. Im anschließenden Verfolgungswettkampf fiel sie mit sechs Schießfehlern auf den 41. Platz zurück. Den Rest des Winters wechselte Bjelkina mehrmals zwischen IBU- und Weltcup. Sie nahm weder an den Europa- noch den Biathlon-Weltmeisterschaften teil, war jedoch bei den Biathlonwettkämpfen der Winter-Universiade 2015 am Start. Ihr bestes Ergebnis dort war ein achter Platz im Massenstart. Im Winter 2015/16 bestritt sie wieder Rennen im Welt- und IBU-Cup. Beim Sprint des IBU-Cups in Obertilliach erreichte sie als Neunte erneute eine Top-10-Platzierung. In Ridnaun und beim IBU-Cup „Arber“ gewann sie jeweils mit der ukrainischen Mannschaft das Mixed-Staffelrennen. Bei den letzten Wettkämpfen in Martell in Südtirol gewann sie mit fehlerfreiem Schießen das Sprintrennen und damit ihr erstes Rennen im IBU-Cup und stand mit der Mannschaft im Mixed-Staffelrennen als Dritte erneut auf dem Podium. Im Januar und Februar 2017 nahm Bjelkina an der Winter-Universiade 2017 in Almaty teil. Dort gewann sie nach Bronze im Einzelwettkampf Gold in der Verfolgung und erneut Bronze im Mixed-Staffelrennen. Bei den Sommerbiathlon-Weltmeisterschaften 2017 im russischen Tschaikowski war sie ebenfalls erfolgreich. Nach einem fünften Platz im Sprint verbesserte sie sich im Verfolgungsrennen um mehrere Plätze und gewann hinter Swetlana Slepzowa die Silbermedaille. Im IBU-Cup 2018/19 konnte sie sich mit drei dritten Plätzen in Einzelrennen erneut auf den Podiumsrängen platzieren und erreichte in sieben weiteren Rennen ein Top-10-Ergebnis. Sie verstärkte die ukrainische Mannschaft bei den Überseerennen des Weltcups in Canmore und Soldier Hollow, beim Kurz-Einzel in Canmore erreichte sie erneut die Punkteränge.

## Wettkampfbilanz

### Weltcupplatzierungen
Die Tabelle zeigt alle Platzierungen (je nach Austragungsjahr einschließlich Olympische Spiele und Weltmeisterschaften).
- 1.–3. Platz: Anzahl der Podiumsplatzierungen
- Top 10: Anzahl der Platzierungen unter den ersten zehn (einschließlich Podium)
- Punkteränge: Anzahl der Platzierungen innerhalb der Punkteränge (einschließlich Podium und Top 10)
- Starts: Anzahl gelaufener Rennen in der jeweiligen Disziplin
- Staffel: inklusive Mixed- und Single-Mixed-Staffeln

| Platzierung              | Einzel | Sprint | Verfolgung | Massenstart | Staffel | Gesamt |
| ------------------------ | ------ | ------ | ---------- | ----------- | ------- | ------ |
| 1. Platz                 |        |        |            |             |         |        |
| 2. Platz                 |        |        |            |             |         |        |
| 3. Platz                 |        |        |            |             |         |        |
| Top 10                   |        |        |            |             |         |        |
| Punkteränge              | 1      | 3      | 1          |             | 2       | 7      |
| Starts                   | 2      | 12     | 4          |             | 2       | 20     |
| Stand: 31. Dezember 2021 |        |        |            |             |         |        |

### Ukrainische Meisterschaften
Die ukrainischen Meisterschaften im Biathlon werden sowohl auf Rollski als auch auf Schnee ausgetragen. Die Wettkämpfe einer Saison finden i. d. R. im September, im Dezember und im März statt.

#### Biathlon
- 2012/13 (Tysovets):  Staffel,  Massenstart
- 2013/14 (Tysovets):  Staffel
- 2014/15 (Jaworiw):  Sprint,  Staffel
- 2015/16 (Jaworiw):  Sprint,  Sprint,  Staffel
- 2016/17 (Jaworiw):  Sprint,  Verfolgung
- 2017/18 (Jaworiw):  Sprint,  Verfolgung
- 2018/19 (Jaworiw):  Sprint
- 2020/21 (Bukowel):  Sprint,  Verfolgung,  Massenstart

#### Sommerbiathlon
- 2017 (Tschernihiw):  Sprint
- 2018 (Tschernihiw):  Mixedstaffel
- 2019 (Tschernihiw):  Mixedstaffel
- 2020 (Tschernihiw):  Mixedstaffel